# MiniMini+ HD
MiniMini+ – kanał telewizyjny adresowany do dzieci od 3 do 8 lat. Nadaje codziennie w godzinach od 3:30 do 02:00. Rozpoczął nadawanie 20 grudnia 2003 roku pod nazwą MiniMini, jako drugi (po MiniMax, później ZigZap, obecnie teleTOON+) skierowany do dzieci kanał spółki Canal+ Polska. Dostępny jest na cyfrowej platformie satelitarnej Canal+ oraz w wybranych sieciach telewizji kablowej. Specjalizuje się w programach pozbawionych elementów przemocy. Do 9 kwietnia 2009 kanał nadawał od 6:00 do 20:00, od 10 kwietnia 2009 do 29 lipca 2012 od 6:00 do 21:00, a od 30 lipca 2012 do 1 kwietnia 2015 od 5:00 do 21:00, od 2 kwietnia 2015 do 31 grudnia 2019 od 4:00 do 21:00, od 1 stycznia 2020 do 30 czerwca 2024 od 3:30 do 21:00, od 1 lipca 2024 od 3:30 do 2:00.
11 listopada 2011 roku kanał zmienił nazwę na MiniMini+.
20 września 2021 pojawił się program „Studio MiniMini”.
Od września 2021 MiniMini+ w tygodniu roboczym w godzinach 8:00-21:00 nadaje pasmo „Przedszkole MiniMini+”.

## Historia
| Historia MiniMini/MiniMini+ | |
| Rok | Szczegóły |
| 2003 | 20 grudnia 2003 Canal+ Cyfrowy uruchomił MiniMini w Polsce. Premiery kreskówek: Babar; Bodzio, mały helikopter; Clifford; Kajtuś; Król Maciuś Pierwszy; Małe zoo Lucy; Mamemo; Mały Pingwin Pik-Pok; Miś Uszatek; Niedźwiedź w dużym niebieskim domu; Olinek Okrąglinek; Rupert; Stinky i Jake przedstawiają; Sztruksik; Tygrysek Etelbert; Weterynarz Fred; Witaj, Franklin; Yoko! Jakamoko! Toto!; Zabawy Bolka i Lolka; Bolek i Lolek; Bolek i Lolek w Europie; Dixie; Doktor Malchior Wyderko; Fortele Jonathana Koota. |
| 2004 | W czerwcu 2004 wystartowała strona internetowa. Od września 2004 MiniMini zaczął emitować bloki reklamowe. Premiery kreskówek: Bąblandia; Dziwne przygody Koziołka Matołka; Przygód kilka Wróbla Ćwirka; Baśnie i waśnie; Świnka Chudzinka. |
| 2005 | W kwietniu 2005 dokonano niewielkich korekt w oprawie kanału, przede wszystkim zmieniono podkład dżingla reklamowego. Premiery kreskówek: Bolek i Lolek na wakacjach; Bajki Bolka i Lolka; Kasztaniaki; Karrypel kontra Groszki; Przypadki Zwierzo-Jeża; Przygody Sindbada; Troskliwie misie; Pingu; Świat Allegry; Sesame English; Świat Elmo; Pszczółka Maja (1975); Czerwony traktorek; Listonosz Pat. |
| 2006 | Premiery kreskówek: Pippi; Bracia Koala; Bawmy się, Sezamku; Globtroter Grover; Hydronauci; Powiedz to z Noddym; Tomek i przyjaciele; Wyprawa profesora Gąbki. |
| 2007 | Wprowadzono nowe elementy oprawy graficznej. Premiery kreskówek: Kacze opowieści; Mój mały kucyk; Rumcajs; Krecik; Opowieści Mamy Mirabelle; Zdjęciaki; Świnka Peppa; Lisek Pablo. |
| 2008 | 9 września 2008 zadebiutował Magazyn MiniMini. Premiery kreskówek: Blanka; Luluś; Nurkuj, Olly; Magiczne przygody misia Ruperta; SamSam; Przygody Misia Paddingtona; Strażak Sam; Fifi Niezapominajka; Milton Mikroskopek; Słoń Benjamin; Pomocnik św. Mikołaja; Niezwykłe przygody Berta i Erniego; Magiczna karuzela; Małgosia i buciki. Premiera programu: Gotowanie dla dzieci z Luisem. |
| 2009 | 10 kwietnia 2009 MiniMini wydłużył czas swojej emisji do godz. 21:00. Do 9 kwietnia 2009 kanał nadawał w godzinach 06:00-20:00. 1 czerwca 2009 MiniMini odświeżył swoją stronę internetową. Premiery kreskówek: Roztańczona Angelina; Harry i wiaderko pełne dinozaurów; Mysz aniołek; Ogrodnik Gordon; Sekretny świat misia Beniamina; Dom na wielkim drzewie; Truskawkowe Ciastko; Kraina Elfów; Ola i jej zoo; Zaczarowany ołówek; Opowiadania Muminków; Plastusiowy pamiętnik; Bolek i Lolek: Uwaga pożar; Adibu; Kulka i Julka; Marta mówi; Mysia; Nouky i przyjaciele; Kitka i Pompon. |
| 2010 | 1 września 2010 MiniMini odświeżył oprawę graficzną. W tym samym dniu zadebiutowała kolejna maskotka kanału – żółwik, wycofany dwa lata później po zmianie oprawy. Premiery kreskówek: Noddy w Krainie Zabawek; Stacyjkowo; Rajdek – mała wyścigówka; Bystre Oko; Mania; Zgaduj z Jessem; Roztańczona Angelina: Nowe kroki; Strażackie opowieści; Piżamiaki; My Little Pony: Poznajcie kucyki; Baranek Shaun; Stuart Malutki; Adibu – Misja Ziemia; Gwiazdka Laury; Przygody Misia Krzysia; Miffy; Opowieści z Tinga Tinga; Ciekawski George; Bob Budowniczy; Przygody Ludwika Premiery programów: Mini abecadło; Mini cyferki; Mini kształty; Mini kolory; Dzieciaki MiniMini; Czytanki Rybki MiniMini. |
| 2011 | 11 listopada 2011 do nazwy MiniMini dołączony został znak +. Premiery kreskówek: Piesek w kratkę; Vipo; Pradawny ląd; Bali; Abby i latająca szkoła wróżek; ABC literkowe chochliki; Lulu i inne zwierzaki; Dinopociąg; Stacyjkowo: Zdobywcy odznak; Truskawkowe Ciastko: Niezwykłe przygody; My Little Pony: Przyjaźń to Magia; Chuck i przyjaciele; Raa Raa – mały, hałaśliwy lew; Rastamysz. Premiery programów: Mini Encyklopedia; Czytanki na dobranoc; Chcę umieć. |
| 2012 | 30 lipca 2012 MiniMini+ wydłużył czas swojej emisji do 16 godzin na dobę – 05:00-21:00. Do 29 lipca 2012 kanał nadawał w godzinach 06:00–21:00. 1 września 2012 MiniMini+ odświeżył logo, oprawę graficzną oraz wprowadził nową wersję swojej strony internetowej. Premiery kreskówek: Mały miś Kuba; Mały pingwinek Popolo; Księżycowy Jim; Buni; Kotka Pusia; Świat słów; Nawet nie wiesz, jak bardzo cię kocham; Rycerz Mike; Wielka rodzina; Przygody Adasia i Tosi. Premiery programów: Detektyw Łodyga, Studio Stodoła, Kochane zwierzaki; Meme i przysłowia; Opowieści Kota Śpiocha. |
| 2013 | Kanał otrzymał Telekamerę Tele Tygodnia w kategorii „Najlepszy kanał dziecięcy”. Premiery kreskówek: Dipdap; Maleńcy; Troskliwe Misie: Witamy w Krainie Troskliwości; Chmurkowe opowieści; Kot Prot na wszystko odpowie w lot; Tree Fu Tom; Littlest Pet Shop; Parauszek i przyjaciele; Przygody słoniczki Elli; Franklin i przyjaciele; Super Grover 2.0; Musical Elma; Przyjaciele z ulicy Sezamkowej; Super zdrowe potwory. Premiera programu: Meme i tajemnicze słowa. |
| 2014 | Kanał został nagrodzony Telekamerą Tele Tygodnia. 1 września 2014 MiniMini+ zmienił logotyp. Premiery kreskówek: Babar i przygody Badou; Lalaloopsy; Juliusz Junior; Strażak Sam; Mela i Smoki; Myszka w Paski i dobre maniery; Kosmoloty; Borys; Emilka; Peg + Kot; Myszka w paski i pierwsza pomoc; Pszczółka Maja (2012). |
| 2015 | 2 kwietnia 2015 MiniMini+ wydłużył czas swojej emisji do 17 godzin na dobę – 04:00-21:00. Do 1 kwietnia 2015 kanał nadawał w godzinach 05:00-21:00. Premiery kreskówek: Ciasteczkowe filmy; Tropiciele zagadek; Duzersi; Tupcio Chrupcio; Żółwik Sammy i spółka; Dzielny lew Eryk; Kasia i Mim-Mim; Trojaczki; Zakątek pomysłów; Galaktyka Supersmyka. |
| 2016 | |
| Premiery kreskówek: Małe i duże przygody Miffy; Molang; Wissper; Troskliwe Misie i kuzyni; Psiaki futbolaki; Oktonauci; Bing; Tęczowa Rubinka; Stacyjkowo: Małe Ciuchciaki; Zagadki Myszki w Paski; Myszka w Paski i zasady higieny. Premiery programu: Wygibajki. Premiery filmów: Strażak Sam: Bohaterowie Burzy; Troskliwe Misie: Festiwal Prezentów; Troskliwe Misie: Najlepszy z najlepszych; Troskliwe Misie: W blasku gwiazd; Barbie: Tajne agentki; Barbie: Dreamtopia; Kot Prot urządzi halloween w lot; Barbie i siostry na tropie piesków; Kot Prot biwak urządzi w lot; Tomek i przyjaciele: Wielki Wyścig; Kot Prot odkryje kosmos w lot; Strażak Sam i Wielka Wyprawa Pate’a Pirata; Oktonauci: Wielki wyścig Pingwinów; Oktonauci: Świąteczna akcja ratunkowa; Oktonauci i Wielka wyprawa do Arktyki; Oktonauci i Święta według Tuptusiów. | |
| 2017 | |
| Premiery kreskówek: Kosmiczny Jet; Astrozwierzaki; Piratka i Kapitano; Biały delfin Um; Warzywne Opowieści; Żółwik Sammy i spółka; Mała szkoła Helenki, Barbie: Dreamtopia, Księżniczka Hania i Grymasek: Rysuj z Myszką w Paski. Premiery programu: Przeboje Rybki MiniMini; Premiery filmów: Barbie: Super Bohaterka, Tomek i przyjaciele: Wyprawa Poza Wyspę Sodor. | |
| 2018 | |
| 11 sierpnia kanał wprowadził dwóch nowych bohaterów – ośmiornicę i delfina. Premiery kreskówek: Magiki; Littlest Pet Shop: Nasz własny świat; Monchhichi. Premiery filmów: Tomek i przyjaciele: Wielki Świat! Wielkie Przygody! Premiery programu: Okto – Wiem To! | |
| 2019 | |
| Premiery kreskówek: Barbie Dreamhouse Adventures; Noddy: Detektyw w Krainie Zabawek; Enchantimals; Esme i Roy; Oli i Luna; Strażniczki tęczy; Zafari; Przygody Rybki MiniMini. Premiery programów: Moje urodziny; Psiaki Futbolaki i MiniMistrzowie. | |
| 2020 | 1 stycznia 2020 MiniMini+ wydłużył czas swojej emisji do 17 godzin i 30 minut na dobę – 03:30-21:00. Do 31 grudnia 2019 kanał nadawał w godzinach 04:00-21:00. Premiery kreskówek: Gdzie jest Wally?; Świat Niny; Myszka w Paski i zdrowy tryb życia; Madre zabawy; Magia Nauki; Dzieciaki straszaki. Premiera programu: Magia Nauki. |
| 2021 | 20 września 2021 kanał wprowadził nowy codzienny program – Studio MiniMini. Od września 2021 MiniMini+ w tygodniu roboczym w godzinach 8:00-21:00 nadaje pasmo „Przedszkole MiniMini+” Premiery kreskówek: Leśna rodzina; Miasteczko dinozaurów; Frytka i Kartofelcia; Luluś i Kropka budują; Bobaski i Miś; Gus. Mały – wielki rycerz; Paczka z Pikwik; Odo; Koci domek Gabi. Premiera programu: Studio MiniMini. Premiera filmu: Barbie: Wielkie Miasto, Wielkie Marzenia. |
| 2022 | Premiery kreskówek: Summer i Todd – Na słonecznej farmie; Barbie: My dwie; ChiChi Love; Zouk; LOL Surprise: House of Surprises; Nowe przygody Kajtusia; Gazu, pieski, gazu!; Enchantimals: Miejskie przygody; Let’s Go Cozy Coupe. |
| 2023 | Premiery kreskówek: Bajeczki Yeti; Gdzie jest Chicky?; Tulipop; Pfffiraci; Oggy Oggy; Uki; Monk; Cosie-Ktosie; Edzio i Lusia; Szmatkowe Królestwo; Barbie: Szczypta magii; Przygody Berniego; Leśna rodzina: Pamiętnik Frei; Wegezaury; Popotworki! Przyjaciele z przedszkola!; Teatr Ezopa. Premiery filmów: Kajtuś – Rosie olbrzymka; Kajtuś: Przygody z babcią i dziadkiem; Kajtuś – najdzielniejszy wilczek. |
| 2024 | 1 lipca 2024 MiniMini+ wydłużył czas nadawania do 22 godzin i 30 minut na dobę – 03:30-02:00. Do 30 czerwca 2024 kanał nadawał w godzinach 03:30-21:00. Premiery kreskówek: Pola i Piotruś; 1 2 3 Cyfro-skład; Mecha Builders; Kiri i Lou; Baby Born; Pip and Posy; Hello Kitty: Super styl; Enchantimals: Słoneczna Plaża; Leśna rodzina: Piwonia; Nina i Olga; Cloudy & Stormy; Troskliwe Misie: Uwolnić magię; Mia i Koduś. |

## Animowane

### Aktualnie emitowane
(stan na lipiec 2024)
- 1 2 3 Cyfro-skład
- Baby Born
- Bajeczki Yeti
- Barbie: Szczypta magii
- Bing
- Bobaski i Miś
- ChiChi Love
- Ciekawski George
- Cosie-Ktosie
- Dzielny lew Eryk
- Edzio i Lusia
- Gazu, pieski, gazu!
- Gus. Mały – wielki rycerz
- Hello Kitty: Super styl
- Kiri i Lou
- Koci domek Gabi
- Księżniczka Hania i Grymasek
- Leśna rodzina
- Leśna rodzina: Pamiętnik Frei
- Marta mówi
- Mecha Builders
- Oggy Oggy
- Paczka z Pikwik
- Pip and Posy
- Pola i Piotruś
- Popotworki! Przyjaciele z przedszkola!
- Przygody Rybki MiniMini
- Strażak Sam
- Summer i Todd – Na słonecznej farmie
- Szmatkowe Królestwo
- Teatr Ezopa
- Tomek i przyjaciele
- Trojaczki
- Tulipop
- Uki
- Wegezaury
- Zagadki Myszki w Paski
- Zouk

### Dawniej emitowane
- Abby i latająca szkoła wróżek
- ABC literkowe chochliki
- Adibu
- Adibu – misja Ziemia
- Astrozwierzaki
- Babar
- Babar i przygody Badou
- Bajki Bolka i Lolka
- Bali
- Baranek Shaun
- Barbie Dreamhouse Adventures
- Barbie: My dwie
- Baśnie i waśnie
- Bawmy się, Sezamku
- Bąblandia
- Biały delfin Um
- Blanka
- Bob Budowniczy
- Bobaski i Miś
- Bodzio – mały helikopter
- Bolek i Lolek
- Bolek i Lolek na wakacjach
- Bolek i Lolek: Uwaga pożar
- Bolek i Lolek w Europie
- Borys
- Bracia Koala
- Bystre Oko
- Chmurkowe opowieści
- Chuck i przyjaciele
- Ciasteczkowe filmy
- Czerwony traktorek
- Dinopociąg
- Dipdap
- Dixie
- Doktor Melchior Wyderko
- Dom na wielkim drzewie
- Duzersi
- Dzieciaki straszaki
- Dziwne przygody Koziołka Matołka
- Emilka
- Enchantimals: Magiczne opowieści
- Enchantimals: Miejskie przygody
- Esme i Roy
- Fifi Niezapominajka
- Fortele Jonatana Koota
- Franklin i przyjaciele
- Frytka i Kartofelcia
- Galaktyka Supersmyka
- Gdzie jest Chicky?
- Gdzie jest Wally?
- Globtroter Grover
- Gotowanie dla dzieci z Luisem
- Gucio i Cezar
- Gwiazdka Laury
- Harry i wiaderko pełne dinozaurów
- Humf
- Hydronauci
- Kasia i Mim-Mim
- Kasztaniaki
- Kacze opowieści
- Kajtuś
- Kangurek Hip-Hop
- Karrypel kontra Groszki
- Kitka i Pompon
- Klaun Kiri
- Kolorowy świat Pacyka
- Kosmiczny Jet
- Kosmoloty
- Kotka Pusia
- Kot Prot na wszystko odpowie w lot
- Kraina Elfów
- Krecik
- Król Maciuś Pierwszy
- Księżycowy Jim
- Kulka i Julka
- Lalaloopsy
- Let’s Go Cozy Coupe
- Lis Leon
- Lisa
- Lisek Pablo
- Listonosz Pat
- Listy od Feliksa
- Little People: Mali odkrywcy
- Littlest Pet Shop
- Littlest Pet Shop: Nasz własny świat
- LOL Surprise: House of Surprises
- Lulu i inne zwierzaki
- Luluś
- Luluś i Kropka budują
- Lusia
- Magiczna karuzela
- Magiczne przygody misia Ruperta
- Magiki
- Maleńcy
- Mała szkoła Helenki
- Małe i duże przygody Miffy
- Małe opowiastki
- Mały pingwinek Popolo
- Małe zoo Lucy
- Mały Miś
- Mały miś Kuba
- Małgosia i buciki
- Mały Pingwin Pik-Pok
- Mania
- Marceli Szpak dziwi się światu
- Maurycy i Hawranek
- Mela i smoki
- Miasteczko dinozaurów
- Milton Mikroskopek
- Miffy
- Milo
- Misie i ich dom
- Miś Uszatek
- Molang
- Monchhichi
- Monk
- Mój mały kucyk
- Musical Elma
- Mysia
- My Little Pony: Pony Life
- My Little Pony: Poznajcie kucyki
- My Little Pony: Przyjaźń to magia
- Mysz aniołek
- Myszka w Paski i podróże koleją
- Myszka w Paski i zdrowy tryb życia
- Na tropie
- Nawet nie wiesz, jak bardzo cię kocham
- Niedźwiedź w dużym niebieskim domu
- Niezwykłe przygody Berta i Erniego
- Noddy: Detektyw w Krainie Zabawek
- Noddy w Krainie Zabawek
- Nouky i przyjaciele
- Nowe przygody Kajtusia
- Nurkuj, Olly
- Odo
- Ola i jej zoo
- Oli i Luna
- Ogrodnik Gordon
- Oktonauci
- Olimpiada Bolka i Lolka
- Olinek Okrąglinek
- Opowiadania Muminków
- Opowieści Mamy Mirabelle
- Opowieści z Tinga Tinga
- Paco, Nouky i Lola
- Pamiętnik Florki
- Pampalini łowca zwierząt
- Parauszek i przyjaciele
- Peg + Kot
- Pfffiraci
- Piesek w kratkę
- Pies, kot i...
- Pippi
- Pingu
- Piotruś Królik
- Piratka i Kapitano
- Piżamiaki
- Plastusiowy pamiętnik
- Podróże kapitana Klipera
- Pomocnik św. Mikołaja
- Pomysłowy wnuczek
- Poko i przyjaciele
- Pomysłowy Dobromir
- Powiedz to z Noddym
- Pradawny ląd
- Proszę słonia
- Przygody Adasia i Tosi
- Przygody Berniego
- Przygody kota Filemona
- Przygody misia Krzysia
- Przygody Misia Paddingtona
- Przygody słoniczki Elli
- Przygód kilka wróbla Ćwirka
- Przyjaciele z ulicy Sezamkowej
- Przypadki Zwierzo-Jeża
- Przygody Bolka i Lolka
- Przygody Błękitnego Rycerzyka
- Psiaki futbolaki
- Przygody Sindbada
- Porwanie Baltazara Gąbki
- Pszczółka Maja (1975)
- Pszczółka Maja (2012)
- Raa Raa – mały, hałaśliwy lew
- Rajdek – mała wyścigówka
- Rastamysz
- Reksio
- Roztańczona Angelina
- Roztańczona Angelina: Nowe kroki
- Rumcajs
- Rupert
- Rycerz Mike
- Rysuj z Myszką w Paski
- SamSam
- Szczenięce lata Clifforda
- Sceny z życia smoków
- Sekretny świat misia Beniamina
- Sesame English
- Słoń Benjamin
- Stacyjkowo
- Stacyjkowo: Małe Ciuchciaki
- Stinky i Jake przedstawiają
- Strażackie opowieści
- Strażak Sam (1987)
- Strażak Sam (2003)
- Strażniczki tęczy
- Stuart Malutki
- Super Grover 2.0
- Super zdrowe potwory
- Sztruksik
- Śniegusie
- Świat Elmo
- Świat Allegry
- Świat małej księżniczki
- Świat Niny
- Świat słów
- Świnka Peppa
- Tabaluga
- Tęczowa Rubinka
- Tęczowe rybki
- Tree Fu Tom
- Tropiciele zagadek
- Troskliwe misie
- Troskliwe Misie: Witamy w Krainie Troskliwości
- Troskliwe Misie i kuzyni
- Truskawkowe Ciastko
- Truskawkowe Ciastko: Niezwykłe przygody
- Tupcio Chrupcio
- Tydzień przygód w Afryce
- Tygrysek Etelbert
- Uki
- Vipo
- Weterynarz Fred
- Wędrówki Pyzy
- Wielka rodzina
- Wissper
- Witaj, Franklin
- Wyprawa profesora Gąbki
- Yoko! Jakamoko! Toto!
- Zaczarowany ołówek
- Zafari
- Zakątek Pomysłów
- Zdjęciaki
- Zgaduj z Jessem
- Żółwik Sammy i spółka

## Fabularne

### Aktualnie emitowane
- Chcę umieć
- Czytanki Rybki MiniMini
- Dzieciaki MiniMini
- Kochane zwierzaki
- Meme i obce słowa
- Moje urodziny
- Opowieści Kota Śpiocha
- Przeboje Rybki MiniMini
- Studio MiniMini
- WygiBajki

### Dawniej emitowane
- Detektyw Łodyga
- Meme i przysłowia
- Meme i tajemnicze słowa
- Miniabecadło
- Minicyferki
- MiniEncyklopedia
- Minikolory
- Minikształty
- Myszka w Paski i dobre maniery
- Myszka w Paski i Pierwsza Pomoc
- Myszka w Paski i Zasady Bezpieczeństwa
- Myszka w Paski i Zasady Higieny
- Okto - Wiem To!
- Psiaki Futbolaki i MiniMistrzowie

## Filmy
- Abby w krainie czarów
- Barbie: Wielkie Miasto, Wielkie Marzenia
- Barbie i 12 tańczących księżniczek
- Barbie i magia pegaza
- Barbie i magia tęczy
- Barbie i magiczne baletki
- Barbie i podwodna tajemnica
- Barbie i podwodna tajemnica 2
- Barbie i siostry w Krainie Kucyków
- Barbie i siostry: Wielka przygoda z pieskami
- Barbie i tajemnicze drzwi
- Barbie i sekret wróżek
- Barbie jako księżniczka i żebraczka
- Barbie jako księżniczka wyspy
- Barbie jako Roszpunka
- Barbie Mariposa
- Barbie Mariposa i baśniowa księżniczka
- Barbie: Tajne agentki
- Barbie w Dziadku do orzechów
- Barbie: Akademia Księżniczek
- Barbie: Idealne święta
- Barbie: Księżniczka i piosenkarka
- Barbie: Perłowa księżniczka
- Barbie: Rockowa księżniczka
- Barbie: Super księżniczki
- Barbie z Wróżkolandii
- Barbie: Syrenkolandia
- Barbie w świecie mody
- Barbie w Wigilijnej Opowieści
- Barbie z Jeziora Łabędziego
- Cichy Sezamkowy Zakątek – odcinek specjalny
- Ciekawski George
- Ciekawski George: Małpiszon i Gwiazdka
- Ciekawski George 2: Gońcie tę małpę!
- Czarodziejskie święta Franklina
- Czaruj Wyobraźnią
- Dinotopia
- Dzwonią dzwonki (Jingle Bells)
- Elmo odwiedza strażaków
- Elmo ratuje Boże Narodzenie
- Elmo i magia gotowania
- Elmo i święta
- Franklin i zielony książę
- Jedzmy z Groverem
- Kochaj Ziemię
- KopciuchElmo
- Kot Prot urządzi halloween w lot
- Kot Prot Gwiazdkę urządzi w lot
- Kraina Elfów
- Królestwo Zielonej Polany
- Miki Mol i Straszne Płaszczydło
- Magiczne Halloween
- Mój mały kucyk
- My Little Pony: Gwiazdka spełnionych życzeń
- Noddy i gwiezdny pył
- Noddy i święty Mikołaj
- Odwrócona góra albo film pod strasznym tytułem
- Olinek Okrąglinek: Wielki obrońca zabawy
- Postaw na sport
- Przygoda Noddy’ego na wyspie
- Przygody Elma w krainie zrzęd
- Przyjacielskie Śniegusie: Zimowa Opowieść
- Supercyfry
- Strażak Sam: Bohaterowie Burzy
- Strażak Sam i wielki pożar w Pontypandy
- Rozśpiewane Sezamki
- Sposób na wakacje Bolka i Lolka
- Świat małej księżniczki: Boże Narodzenie
- Świat małej księżniczki: Festiwal zbiorów
- Świąteczne życzenie
- Święta u Braci Koala
- Święta u Peppy
- Tomek i przyjaciele: Bohater torów
- Tomek i przyjaciele; Jak lokomotywy uratowały lotnisko
- Tomek i przyjaciele: Przygoda na wyspie mgieł
- Troskliwe Misie: Festiwal Prezentów
- Troskliwe Misie: Najlepsi z najlepszych
- Troskliwe Misie: W blasku gwiazd
- Troskliwe misie w krainie czarów
- Wakacje, wakacje i po wakacjach Franklinie
- Wielka gra w liczby
- Zielono mi

## Bloki programowe
Seriale animowane dla dzieci do 31 sierpnia 2010 były podzielone na cztery bloki:
- Kolorowanka 06:00, 14:30 Gry, zabawy i bajki
- Mruczanka 08:00, 11:00 Taniec, śpiew i muzyka
- Wyliczanka 09:00, 16:30 Ciekawość, obserwacja i edukacja
- Przytulanka 12:00, 18:30 Zwierzęta, przyroda i podróże

Do 9 kwietnia 2009, póki MiniMini emitowało swoje programy do godziny 20:00 bloki wyglądały następująco:
- Kolorowanka 06:00, 14:00 Gry, zabawy i bajki
- Mruczanka 08:00, 11:00 Taniec, śpiew, muzyka
- Wyliczanka 09:00, 16:00 Ciekawość, obserwacja, edukacja
- Przytulanka 12:00, 18:00 Zwierzęta, przyroda i podróże

Każdy blok miał swój symbol i kolor przewodni. Symbolem Kolorowanki był brązowy ołówek, Mruczanki zielony dzwonek, Wyliczanki niebieska kostka z cyframi (w czołówce pasma występowały także fioletowa i czerwona kostka), zaś Przytulanki różowo-żółty miś. Kolory przewodnie kontrastowały z kolorami symboli danych bloków. Bloki rozpoczynały się czołówką z udziałem rybki – maskotki kanału oraz symbolem danego pasma. Następnie (choć nie zawsze) nadawano program danego bloku, po czym zaczynał się następny zaplanowany serial (pierwszy w programie bloku).
Ponadto, w ramówce było obecne pasmo Sezamkowy zakątek, w którym nadawano seriale z udziałem bohaterów Ulicy Sezamkowej. Przed 2010 r. było częścią Wyliczanki. W jego ramach nadawano następujące seriale i programy:
- Bawmy się, Sezamku
- Ciasteczkowe Filmy
- Globtroter Grover
- Musical Elma
- Niezwykłe przygody Berta i Erniego
- Przyjaciele z Ulicy Sezamkowej
- Sesame English
- Super Grover 2.0
- Super zdrowe potwory
- Świat Elmo

## Logo
| Lata                                 | Opis | Grafika |
| ------------------------------------ | --- | ------- |
| 20 grudnia 2003 – 10 listopada 2011  | Duża różowa bańka, na którą nachodzi mniejsza różowa bańka z prawej dolnej części. Na bańkach widnieje żółty napis MINI z czarnym konturem, a pod spodem błękitny napis MINI z czarnym konturem. Od 15 sierpnia 2005 roku, wraz z wprowadzeniem oznaczeń wiekowych, logo ekranowe zostało zmniejszone i umieszczone wyżej w stronę górnej krawędzi ekranu. Od początku znajduje się w prawym górnym rogu ekranu, jednak podczas emisji programów w formacie 16:9 było pomniejszane i przesuwane w lewą stronę, bliżej środka. |         |
| 11 listopada 2011 – 31 sierpnia 2014 | Czarny prostokąt, na którym znajduje się pochylony w lewą stronę różowy prostokąt, z zagiętym prawym górnym rogiem. Na różowym prostokącie widnieje biały napis MiniMini, a na czarnym prostokącie - biały znak +. W wersji HD po prawej stronie na górze obok czarnego prostokąta umieszczono różowy napis HD. Pierwszego dnia logo było białe, półprzezroczyste i znajdowało się w lewym górnym rogu ekranu. 14 listopada logo ponownie przeniesiono w prawy górny róg ekranu i stało się kolorowe, a 23 listopada nad logiem ekranowym umieszczono rybkę. 1 stycznia 2012 roku dodano animację i zmodyfikowano rybkę. Kolejna modyfikacja rybki miała miejsce razem ze zmianą oprawy - 1 września 2012 roku. |         |
| od 1 września 2014                   | Duże błękitne kółko, do którego w lewej dolnej części przyczepione jest mniejsze błękitne kółko z białym otworem przypominające bańkę. Obok loga na górze po prawej stronie umieszczone jest podobne małe błękitne kółko. Na dużym kółku znajduje się różowy prostokąt z białym napisem MiniMini+. Nad prostokątem umieszczona jest ryba, symbol kanału. W wersji HD po prawej stronie na górze obok różowego prostokąta umieszczono różowy napis HD. W identach zamiast loga pokazywany jest sam biały napis MiniMini+. 1 lipca 2020 roku logo zostało lekko zmodyfikowane. |         |

## Wydawnictwa
Na początku czerwca 2005 r. powstała płyta MiniMini Party znajdują się na niej piosenki:
- Schnappi
- Veo Veo (także na video)
- Agadoo (także na video)
- Hokey Cokey (także na video)
- I Am the Music Hurman (także na video)
- Old McDonald’s
- Stary Niedźwiedź

W 2006 r. powstała płyta MiniMini Kołysanki, w której znajdują się takie piosenki jak:
- Aaa, kotki dwa
- Wlazł kotek na płotek
- Z Popielnika na Wojtusia

W 2007 r. powstała płyta MiniMini Kołysanki 2, w której znajdują się takie piosenki jak:
- W sukienieczkach z pajęczynki
- Idzie niebo ciemna nocą
- Małpka Gosia
- Mała Kasia zapłakana
- Dawno już ucichł